# 新热带界

新熱帶界

新熱帶界，是组成地球陆地表面的八个生物地理分布区之一。它包括热带美洲大陆的热带陆地生态区和南美洲全部温带区。

## 概况
在生物地理学中，新热带界是八个陆地生物地理分布区之一。它的面積達到1990万平方千米，涵蓋整個南美大陸、墨西哥低地及中美洲。數十億年前從非洲分裂開來，新熱帶界比其他地區擁有更多熱帶雨林，由墨西哥南部延伸到中美洲直到巴西南部，包括了全球最大的亞馬遜森林。這些森林保存了地球生物的多樣性。20世紀後期，大量砍伐樹木使動植物物種多樣性不斷下降。

## 參看
- 舊熱帶界
- 泛熱帶界

## 外部連結
- 维基共享资源上的相關多媒體資源：新热带界
- Map of the ecozones （页面存档备份，存于）
- Eco-Index （页面存档备份，存于）, a bilingual searchable reference of conservation and research projects in the Neotropics; a service of the Rainforest Alliance
- NeoTropic （页面存档备份，存于）